# Grimaze
Grimaze, стилизирана като GRIMAZE, е метъл група от София, България.
Състои се от Павел Крумов – вокали, Мелина Крумова – китара, Георги Иванов – китара и вокали и Филип Коларов – бас.

## История
Групата е създадена през януари 2013 година. През 2016 г. GRIMAZE пуска първите си 2 сингъла „Survival of The Fittest“ и „My Vow“; по-късно същата година групата издава първото си EP „Dreammares“.
През 2018 бандата издава първия си дългосвирещ албум наречен „Planet Grimaze“, както и музикални клипове за песените „Endless Life Force“, "Inner Engineering" и "Bleeding Earth"
През есента на 2018-та бандата става част от турнето "Anticult Balkan Tour 2018", където свири с Decapitated, Hatesphere, Thy Disease and Dehydrated
През 2019-та бандата се присъединява към Pestilence и Bleeding Gods като част от  турнето “Redvced to Ashed Tovr 2019” и прави концерти из Великобритания и централна Европа. Няколко месеца по-късно подгряват Cannibal Corpse в София. По-късно същата година правя турне из Скандинавия заедно с Vader, Hate, Thy Disease и The Noctambulant
Grimaze издават втория си дългосвирещ албум "The Heart of a Collapsing Star" прес 2024-та с Janne Jaloma на барабани. Албумът е миксиран от Daniel Bergstrand и мастериран от Lawrence Mackrory.

## Жанр и лирики
Звукът на GRIMAZE не е лесен за категоризиране, тъй като включва елементи от различни стилове. От различни източници група GRIMAZE е определяна със следните жанрове: техничен дет метъл, груув метъл, прогресив метъл и алтернативен метъл.
Текстовете на GRIMAZE включват теми за задълбочено себепознание и реализация.

## Състав
Настоящи членове
- Павел Крумов – вокали (2013 – )
- Мелина Крумова – китара (2013 – )
- Георги Иванов – китара и вокали (2017 – )
- Филип Коларов – бас (2018 – )

Бивши членове
- Крис Садовски – бас (2013 – 2015)
- Антон Димитров – бас (2015 – 2018)
- Недислав Миладинов - барабани (2013 - 2020)

## Дискография
- Dreammares (2016)
- Planet Grimaze (2018)
- The Heart of a Collapsing Star (2024)

## Турнета
- Anticult Balkan Tour 2018[6] – Острава, Бърно, Будапеща, Грац, Риека, Нови Сад, София, Истанбул, Букурещ, Клуж-Напока, Тимишоара, Кошице, Братислава[7]

- Spring Break Tour [8] – София, Пловдив, Бургас, Варна (2016)
- Европейско турне [9] – Скопие, Крушевац, Ниш, Сараево, Будапеща, Виена, Мюнхен, Суботица, Букурещ, София [10] (2016)
- Турне „Да Живеем в Чистота“[11][12] – Добрич, Бургас, Варна, Варна, Русе, Пловдив, Стара Загора, Плевен, София [13][14] (2016)